# I camionisti
I camionisti è un film del 1982 diretto da Flavio Mogherini.
Pellicola comica con protagonisti Gigi e Andrea al loro esordio cinematografico.
Inizialmente il titolo del film era C'è una tigre nel giardino.

## Trama
Le vicende di Ofelia, avvenente gestrice di una stazione di servizio, corteggiata da un camionista e da un lord inglese, il quale, pur di conquistarla, ingaggia un ladrone che gli insegna con successo a comportarsi come un borgataro.